# Uszód
Uszód là một thị trấn thuộc hạt Bács-Kiskun, Hungary. Thị trấn này có diện tích 24,46 km², dân số năm 2010 là 1063 người, mật độ 43 người/km².